# Municipio de White (Minnesota)
El municipio de White (en inglés: White Township) es un municipio ubicado en el condado de St. Louis en el estado estadounidense de Minnesota. En el año 2010 tenía una población de 3229 habitantes y una densidad poblacional de 11,51 personas por km².

## Geografía
El municipio de White se encuentra ubicado en las coordenadas 47°29′58″N 92°15′9″O / 47.49944, -92.25250. Según la Oficina del Censo de los Estados Unidos, el municipio tiene una superficie total de 280.65 km², de la cual 272,92 km² corresponden a tierra firme y (2,75 %) 7,73 km² es agua.

## Demografía
Según el censo de 2010, había 3229 personas residiendo en el municipio de White. La densidad de población era de 11,51 hab./km². De los 3229 habitantes, el municipio de White estaba compuesto por el 97,77 % blancos, el 0,19 % eran afroamericanos, el 0,53 % eran amerindios, el 0,28 % eran asiáticos, el 0,03 % eran de otras razas y el 1,21 % eran de una mezcla de razas. Del total de la población el 0,56 % eran hispanos o latinos de cualquier raza.